# Anna-Maja Nylén
Anna-Maja Nylén, född 24 mars 1912 i Dalby socken, Värmland, död 27 februari 1976, var en svensk etnolog med dräkt- och textilhistoria som specialitet aktiv vid Nordiska museet. Hon disputerade 1947 vid Stockholms högskola och blev docent i Uppsala 1957. År 1973 valdes hon in i Gustav Adolfs Akademien.
Vid Nordiska museet arbetade Anna-Maja Nylén bland annat med folkdräktssamlingen (under handledning av Gunnel Hazelius-Berg). Hon var delaktig i museets utställningsverksamhet, bland annat med utställningarna Folkdräkter (1957) och Tradition och nutid (1960).
Hon förestod Etnologiska undersökningen 1961–1965 och var 1:e intendent vid textilavdelningen från 1965. Hon har skrivit standardverket Hemslöjd: Den svenska hemslöjden fram till 1800-talets slut, utgivet 1969.